# Scopula quadrilinearia
Scopula quadrilinearia är en fjärilsart som beskrevs av George Duryea Hulst 1896. Scopula quadrilinearia ingår i släktet Scopula och familjen mätare. Inga underarter finns listade.